# Acantholeria
Genre
Acantholeria est un genre de diptères de la famille des Heleomyzidae.

## Liste d'espèces
Selon Catalogue of Life (23 juin 2020) :
- Acantholeria armipes (Loew, 1862)
- Acantholeria caucasica Gorodkov, 1962
- Acantholeria cineraria (Loew, 1862)
- Acantholeria czernyi Gorodkov, 1966
- Acantholeria dentitibia (Oldenberg, 1916)
- Acantholeria desrtorum Czerny, 1932
- Acantholeria monstrosa Gorodkov, 1966
- Acantholeria moscowa Garrett, 1925
- Acantholeria stackelbergi Gorodkov, 1966
- Acantholeria vockerothi Hackman, 1969